# قطع نکن (فیلم)
قطع نکن (انگلیسی: Don't Hang Up) یک فیلم ترسناک-دلهره‌آور بریتانیایی در سال ۲۰۱۶ به نویسندگی جو جانسون و کارگردانی الکسیس واجسبروت و دیمین ماسه است. بازیگرانی از جمله گرگ سالکین، گرت کلیتون و سیه‌نا گیلری در فیلم به ایفای نقش می‌پردازند.